# Djaglassi
 (juin 2021).
La mise en forme du texte ne suit pas les recommandations de Wikipédia : il faut le « wikifier ».
Les points d'amélioration suivants sont les cas les plus fréquents :
- Les titres sont pré-formatés par le logiciel. Ils ne sont ni en capitales, ni en gras.
- Le texte ne doit pas être écrit en capitales (les noms de famille non plus), ni en gras, ni en italique, ni en « petit »…
- Le gras n'est utilisé que pour surligner le titre de l'article dans l'introduction, une seule fois.
- L'italique est rarement utilisé : mots en langue étrangère, titres d'œuvres, noms de bateaux, etc.
- Les citations ne sont pas en italique mais en corps de texte normal. Elles sont entourées par des guillemets français : « et ».
- Les listes à puces sont à éviter, des paragraphes rédigés étant largement préférés. Les tableaux sont à réserver à la présentation de données structurées (résultats, etc.).
- Les appels de note de bas de page (petits chiffres en exposant, introduits par l'outil «  Source ») sont à placer entre la fin de phrase et le point final[comme ça].
- Les liens internes (vers d'autres articles de Wikipédia) sont à choisir avec parcimonie. Créez des liens vers des articles approfondissant le sujet. Les termes génériques sans rapport avec le sujet sont à éviter, ainsi que les répétitions de liens vers un même terme.
- Les liens externes sont à placer uniquement dans une section « Liens externes », à la fin de l'article. Ces liens sont à choisir avec parcimonie suivant les règles définies. Si un lien sert de source à l'article, son insertion dans le texte est à faire par les notes de bas de page.
- La présentation des références doit suivre les conventions bibliographiques. Il est recommandé d'utiliser les modèles {{Ouvrage}}, {{Chapitre}}, {{Article}}, {{Lien web}} et/ou {{Bibliographie}}. Le mode d'édition visuel peut mettre en forme automatiquement les références.
- Insérer une infobox (cadre d'informations à droite) n'est pas obligatoire pour parachever la mise en page.

Pour une aide détaillée, merci de consulter Aide:Wikification.
Si vous pensez que ces points ont été résolus, vous pouvez retirer ce bandeau et améliorer la mise en forme d'un autre article.
 (juin 2021).
Si vous disposez d'ouvrages ou d'articles de référence ou si vous connaissez des sites web de qualité traitant du thème abordé ici, merci de compléter l'article en donnant les références utiles à sa vérifiabilité et en les liant à la section « Notes et références ».
Djaglassi est un village du Cameroun. 
Il fait partie des 22 villages bantous de la commune de Doumé, situé dans la région de l’Est et dans le département du Haut-Nyong.

## Climat
Il y a un climat équatorial de type guinéen à quatre saisons d’inégales durées : une grande saison sèche de novembre à mi-mars ; une petite saison pluvieuse de mi-mars à mi-juin ; une petite saison sèche de mi-juin à mi-août ; une grande saison pluvieuse de mi-août à fin octobre. La température moyenne annuelle est de 25 °C. Ce climat favorise annuellement la conduite de deux campagnes agricoles[réf. nécessaire].

## Population
Les 752 habitants sont répartis entre 370 hommes et 382 femmes.
L'ethnie principale dans le village de Djaglassi sont les Maka. On y trouve les religions catholiques, protestantes ainsi que des églises éveillées. 

## Infrastructures
Parmi les infrastructures présentes dans le village, il y a une école primaire avec trois salles de classe.

## Économie
Le premier secteur est représenté par les activités agropastorales. L’agriculture et l’élevage sont pratiqués par plus de 80 % de la population active.
Le deuxième aspect des activités économiques sont les activités génératrices de revenus. Le commerce ou plutôt le petit commerce est florissant. La chasse est encore très prisée
.
Le troisième secteur est celui des activités liées à l’exploitation forestière. Des exploitants forestiers écument depuis des décennies, les forêts de la commune.